# Comuna Andøy
Andøy este o comună din provincia Nordland, Norvegia.